# Newport Arch
Newport Arch er navnet på resterne af en byport fra 200-tallet, som blev opført af romerne under Romersk Britannien i Lincoln i Lincolnshire, England. Det er et Scheduled monument og listed building af første grad. Det skulle angiveligt være den ældste bue i Storbritannien, som stadig bruges af trafik.
I maj 1964 ramte en lastbil, der var ejet af Humber Warehousing Company, porten, da den forsøgte at køre nder den. I maj 2004 ramte en anden lastbil porten, og forårsagede mindre skader.